# The Procussions
The Procussions trenutačno je neaktivni američki hip hop sastav čija povijest nastupa i projekata seže od 1998. do 2008. godine ponajprije u saveznim državama Kaliforniji i Coloradu. Posljednji aktivni članovi sastava bili su Mr. J. Medeiros i Stro the 89th Key, dok je Qq (izgovor: ˈkjuː) s djelovanjem prestao 2000. godine nakon dijagnosticirane multiple skleroze. Rez istupa krajem 2008. godine odlučivši se za samostalnu karijeru vizualnog umjetnika.

## Aktivna karijera
Mr. J. Medeiros (Jason Christopher Medeiros), glazbenik portugalsko-škotskog podrijetla, osnovao je The Procussions u Coloradu, da bi 2003. godine premjestio sastav u kalifornijski Los Angeles. Izdali su tri studijska albuma:
- As Iron Sharpens Iron (2003.)
- Up All Night (2004.)
- 5 Sparrows For 2 Cents (2006.)

Produkciju posljednjeg od navedenih albuma pomogao je Jason Skills, jedan od članova sastava The Sound Providers, a sve to pod nadzorom diskografske kuće Rawkus Records. Nastupali su kao predgrupa newyorškom A Tribe Called Quest na zajedničkoj turneji Sjedinjenim Američkim Državama, a nedugo zatim dolazi do zastoja u radu koji još nije prekinut izdavanjem novog materijala.
Mr. J. Medeiros u međuvremenu započeo je sa samostalnom karijerom izdavši dva albuma, Of Gods And Girls i The Art Of Broken Glass, na kojima nastavlja tradiciju započetu s The Procussions u vezi socijalnog angažmana i solidarnosti sa žrtvama trgovine ljudima i dječje pornografije.

### Raspad
2008. godine Mr. J. Medeiros javno je, putem MySpacea, obznanio da The Procussions prestaju s radom na neodređeno vrijeme zbog nemogućnosti opstanka na tržištu koje je opasno nagrizlo internetsko piratstvo.

## Vanjske poveznice
- The Procussions - MySpace